# Fabien Causeur
Fabien Causeur (Brest, Francia, 16 de junio de 1987) es un jugador de baloncesto francés que actualmente se encuentra sin equipo. Con 1,92 de estatura, su puesto natural en la cancha es el de escolta.

## Carrera

### Profesional
Fabien Causeur hizo su debut en Plouzané Brest antes de unirse al centro de formación del STB Le Havre (Pro A) en 2004 y comenzar su carrera profesional en 2005.
Fichó por el Cholet en 2009 con el que ganó el título de Campeón de Francia 2010 y jugó la Euroliga la temporada siguiente. En 2010-2011, Causeur se lesionó con peligro de no llegar al final de temporada, pero se recuperó a tiempo para los playoffs, y consiguió llevar a su equipo hasta la final. Para la temporada 2011-2012, y tras la salida de Sammy Mejía, se convirtió en el líder ofensivo del equipo de Mauges. Obtuvo el título de LNB Pro A MVP ese año.
En el verano de 2012, firmó por cuatro años por el Caja Laboral Baskonia de la liga ACB, donde se unió al francés Thomas Heurtel.
Durante la temporada 2014-2015, el jugador francés fue nombrado mejor jugador en la 9ª jornada, y junto a Álex Abrines en la 28ª jornada de la Liga Endesa.
El 24 de julio de 2024, tras 7 temporadas (2017-2024) en el Real Madrid ficha por el Armani Milán, equipo perteneciente a la Serie A italiana.

### Selección nacional
Fabien Causeur empezó a ser parte de la selección francesa sub-20 a partir del 2007.
Es seleccionado por primera vez el equipo absoluto en 2010 para disputar el Campeonato del Mundo, en 2011 (no fue seleccionado para los 12 componentes del equipo en el grupo final) y en 2012 participó en los Juegos Olímpicos de Londres. 
En 2013, llega forzado para la Eurocopa y anuncia su retirada de la temporada para su recuperación de la lesión en el pie.
El 16 de mayo de 2014, que forma parte de la lista de veinticuatro jugadores preseleccionados para participar en la Copa del Mundo de 2014 en España. Pero no es parte de la lista de los diecisiete jugadores anunciada el 13 de junio.
El 2 de mayo de 2015, es uno de los 24 jugadores preseleccionados para participar en el EuroBasket 2015. El 25 de junio de 2015, que forma parte de la lista de 16 jugadores que aún pueden participar en la competición. Pero el 30 de julio de 2015, cuando se inició la preparación, tuvo que abandonar el grupo por precaución debido a una infección de su ojo izquierdo durante los entrenamientos.